# Lordosenstütze

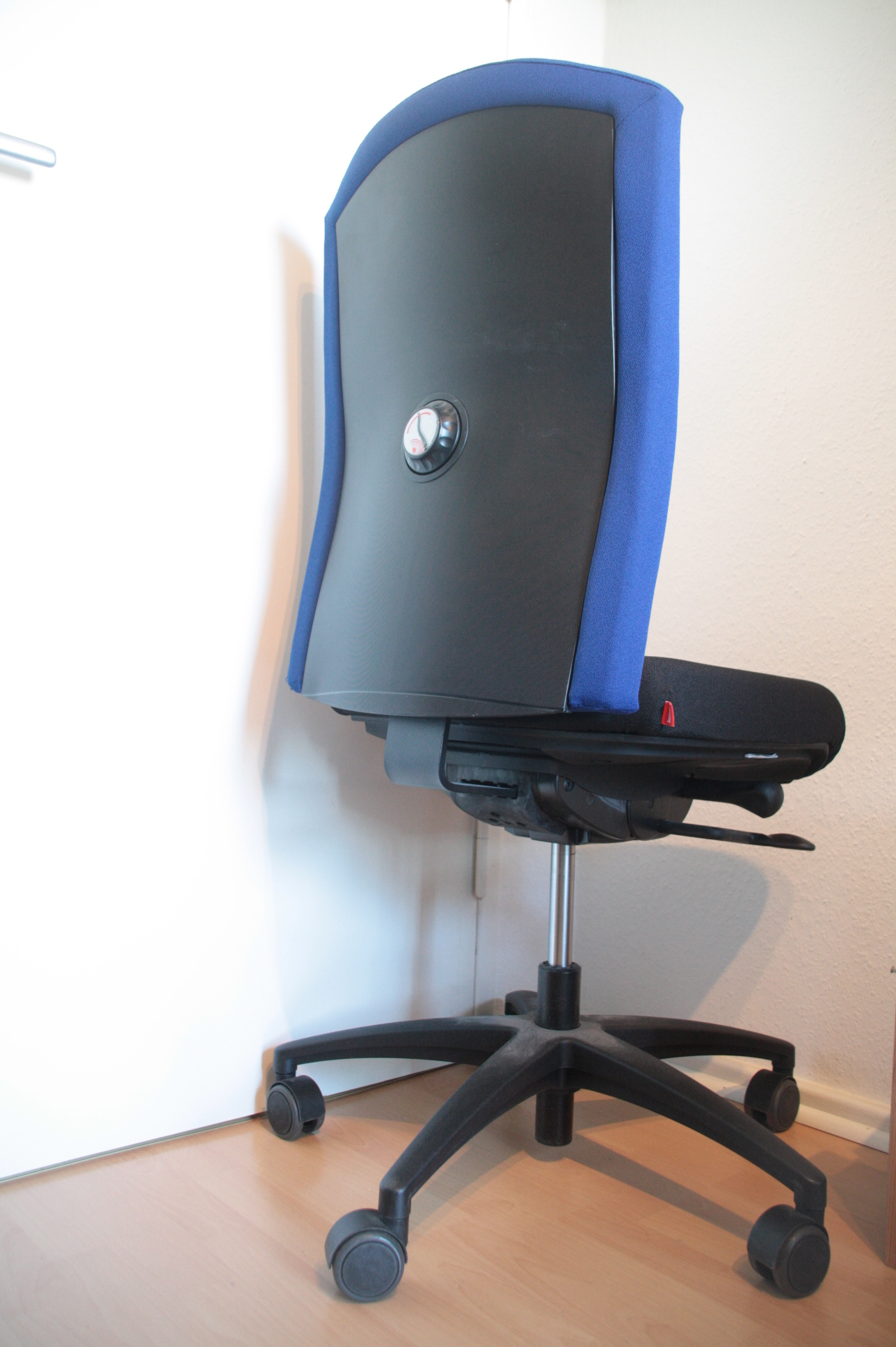
Bürostuhl mit Lordosenstütze in der Rückenlehne (Ansicht der Rückseite, zu sehen ist der Drehknauf zum Einstellen der Stärke)

Als Lordosenstütze wird eine ausgeprägte ergonomische Form von Rückenstützen bezeichnet.

## Hintergrund
Als  Lordose bezeichnen Mediziner die nach vorn gerichtete natürliche Krümmung der menschlichen Wirbelsäule. Die Lendenwirbelsäule (LWS)  hat normalerweise eine Lordose, d. h., sie ist bauchwärts gebogen (gesundes Hohlkreuz). Gehalten wird diese von an der Bauchseite der LWS liegenden Muskeln. Wenn diese Muskeln schlaff  oder ermüdet sind, geht die LWS  allmählich in eine rückenwärts gerichtete Wölbung (Kyphose) über. Bei längerem Verbleib in dieser Haltung verkürzt sich die LWS-Streckmuskulatur allmählich und fixiert die Kyphose als Fehlhaltung. Mit einer ausgeprägten Lordosenstütze soll die normale Lordose der LWS unterstützt werden.

## Anwendungen
Anwendung finden Lordosenstützen an Stühlen, Autositzen und Lattenrosten von Betten.
Besonders während Büroarbeiten und bei langen Autofahrten kann die Muskulatur durch Ermüdung zusammensacken. Hersteller von Bürostühlen und Autos bieten daher einstellbare Lordosenstützen an, die für eine entspannte Körperhaltung und Entlastung des Rückgrats sorgen. Die Lordosenstütze ist dabei in der Rückenlehne des Bürostuhls oder Autositzes integriert.
Stärker von Wirbelsäulen-Beeinträchtigungen können körperbehinderte Kraftfahrer betroffen sein. Im Rahmen der Kraftfahrzeuganpassung für körperbehinderte Menschen wird daher bei entsprechendem Bedarf auch an Kraftfahrzeugen der Standardsitz gegen einen mit ausgeprägter Lordosenstütze ausgetauscht.

## Lordosenstützen im Hilfsmittelportal von Rehadat
Das Hilfsmittelportal Rehadat führt Einzelprodukte mit Lordosenstützen unter den folgenden Klassen der EN ISO 9999 auf:
- 12 – Hilfsmittel für die persönliche Mobilität
  - 12 12 – Kraftfahrzeuganpassungen
    - 12 12 12  -  Kraftfahrzeugsitze und -kissen, spezielles Design
- 18   - Mobiliar und Hilfen zur Wohnungs- und Gebäudeanpassung
  - 18 09 -   Sitzmöbel  (z. B. Stühle, Stehsitze, Sessel, Fußstützen, Rückenstützen, Sitzkissen)